# Groot-Palawan

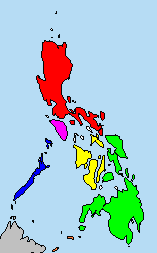
De biogeografische regio's van de Filipijnen, met Groot-Palawan in blauw.

Groot-Palawan is een biogeografische regio in de Filipijnen die het eiland Palawan en een groot aantal kleinere eilanden omvat, waarvan Balabac en de Calamianeilanden de belangrijkste zijn. Al deze eilanden zijn tijdens het Pleistoceen door de verlaagde zeespiegel verbonden geweest, maar gescheiden gebleven van de overige eilanden in de Filipijnen. 
Groot-Palawan behoort niet tot de zogenaamde "oceanische Filipijnen", het deel van de archipel dat nooit met het vasteland verbonden is geweest, omdat het tijdens het Pleistoceen niet alleen door de verlaagde zeespiegel verenigd werd, maar ook verbonden met Borneo. Daardoor komen er veel typisch Aziatische groepen dieren voor die in de rest van de Filipijnen ontbreken, zoals stinkdieren, mangoesten, marterachtigen, stekelvarkens, dwergherten en schubdieren. In Groot-Palawan komt echter ook een aantal groepen voor die op Borneo ontbreken, zoals het geslacht Acerodon. Ondanks de verbinding met Borneo is er nog steeds een groot aantal endemische vormen, waaronder het knaagdierengeslacht Palawanomys, verscheidene andere knaagdieren en vogels als de palawanmees, de palawanneushoornvogel en de palawanpauwfazant.